# Georges Flateau
Georges Flateau, né le 11 novembre 1881 à Paris 9e et mort le 12 février 1953 à Paris 10e, est un acteur français.

## Biographie
Georges Flateau est le frère de l'acteur, auteur, metteur en scène et directeur de théâtre Raphaël Flateau (1874-1934) et le père de l'acteur-enfant Joël Flateau.
Il repose au cimetière du Montparnasse (division 30, petit cimetière, 11 sud, 34 est).

## Filmographie
- Film sans date et anonyme : Mademoiselle Poron
- 1909 : La Maison sans enfant de Georges Monca (court métrage)
- 1909 : Mimi Pinson aime les roses blanches de Georges Monca (court métrage) : Rodolphe
- 1911 : La Pierre de lune, réalisation anonyme (court métrage)
- 1911 : Notre Dame de Paris d'Albert Capellani
- 1913 : Les Pantins, réalisation anonyme
- 1913 : Le Bonheur par l'enfant, réalisation anonyme (court métrage) : Georges
- 1914 : Le Chevalier de Maison-Rouge, d'Albert Capellani (film tourné en six époques) : Lorin
- 1915 : Les Poilus de la revanche de Léonce Perret (court métrage)
- 1915 : La Course à l'abîme de Louis Feuillade
- 1916 : L'Aventure des millions de Louis Feuillade : Franck Tobler
- 1916 : Le Fils de Charles Burguet
- 1916 : Judex de Louis Feuillade (film tourné en 12 épisodes) : Amaury de La Rochefontaine
- 1916 : Notre pauvre cœur de Louis Feuillade : le duc
- 1916 : La Peine du talion de Louis Feuillade : Ferblantier
- 1916 : Remember de Charles Burguet : Pierre Lormier
- 1916 : Un mariage de raison de Louis Feuillade : le valet
- 1916 : Le Bluff de Jacques Feyder (court métrage)
- 1916 : Les Fourberies de Pingouin de Louis Feuillade (court métrage)
- 1916 : Lagourdette gentleman cambrioleur de Louis Feuillade (court métrage)
- 1916 : Le Poète et sa folle amante de Louis Feuillade - (court métrage)
- 1916 : Si vous ne l'aimez pas... de Louis Feuillade (court métrage)
- 1917 : The mad lover - Folie d'amour de Léonce Perret : le comte Vinzaglio
- 1918 : N'oublions jamais (Lest we forget) de Léonce Perret
- 1926 : Martyre de Charles Burguet
- 1932 : Clochard de Robert Péguy
- 1933 : Cette nuit-là de Marc Sorkin : l'homme
- 1933 : Trois Balles dans la peau de Roger Lion
- 1934 : Fanatisme de Gaston Ravel et Tony Lekain : Ardiotti
- 1934 : On a trouvé une femme nue de Léo Joannon : Jean
- 1934 : Le Rosaire de Gaston Ravel et Tony Lekain : le docteur Maréchal
- 1935 : Adémaï au Moyen Âge de Jean de Marguenat
- 1936 : Marinella de Pierre Caron : Bob Grey
- 1938 : Feux de joie de Jacques Houssin
- 1938 : Katia de Maurice Tourneur : Napoléon III
- 1938 : Lumières de Paris de Richard Pottier : Joe Parker
- 1939 : Nuit de décembre de Curtis Bernhardt : le maître d'hôtel
- 1939 : Tourbillon de Paris d'Henri Diamant-Berger
- 1945 : Mission spéciale de Maurice de Canonge (film tourné en deux époques)
- 1945 : La Route du bagne de Léon Mathot
- 1948 : Jo la Romance de Gilles Grangier : Samuelson
- 1949 : L'Homme aux mains d'argile de Léon Mathot
- 1950 : Garou-Garou, le passe-muraille de Jean Boyer : Monsieur Robert
- 1950 : La Vie chantée de Noël-Noël : le metteur en scène
- 1951 : La Taverne de la Nouvelle-Orléans (The adventures of captain Fabian) de William Marshall : le juge Jean Brissac

## Théâtre
- 1908 : Les Jumeaux de Brighton de Tristan Bernard, Théâtre Femina
- 1909 : La Clairière de Lucien Descaves et Maurice Donnay, Théâtre Antoine
- 1911 : L'Armée dans la ville de Jules Romains, mise en scène André Antoine, Théâtre de l'Odéon
- 1911 : Rivoli de René Fauchois, Théâtre de l'Odéon
- 1912 : Troïlus et Cressida de William Shakespeare, Théâtre de l'Odéon
- 1912 : L'Honneur japonais de Paul Anthelme, Théâtre de l'Odéon
- 1912 : La Prise de Berg-Op-Zoom de Sacha Guitry, Théâtre du Vaudeville
- 1913 : Hélène Ardouin d'Alfred Capus, Théâtre du Vaudeville
- 1922 : L'Insoumise de Pierre Frondaie, Théâtre Antoine
- 1923 : Mademoiselle ma Mère, comédie de Louis Verneuil avec Gaby Morlay, Jacques de Féraudy, Renée Tamary, Myriam Darly au Théâtre des Nouveautés[1].